# 로버트 로센

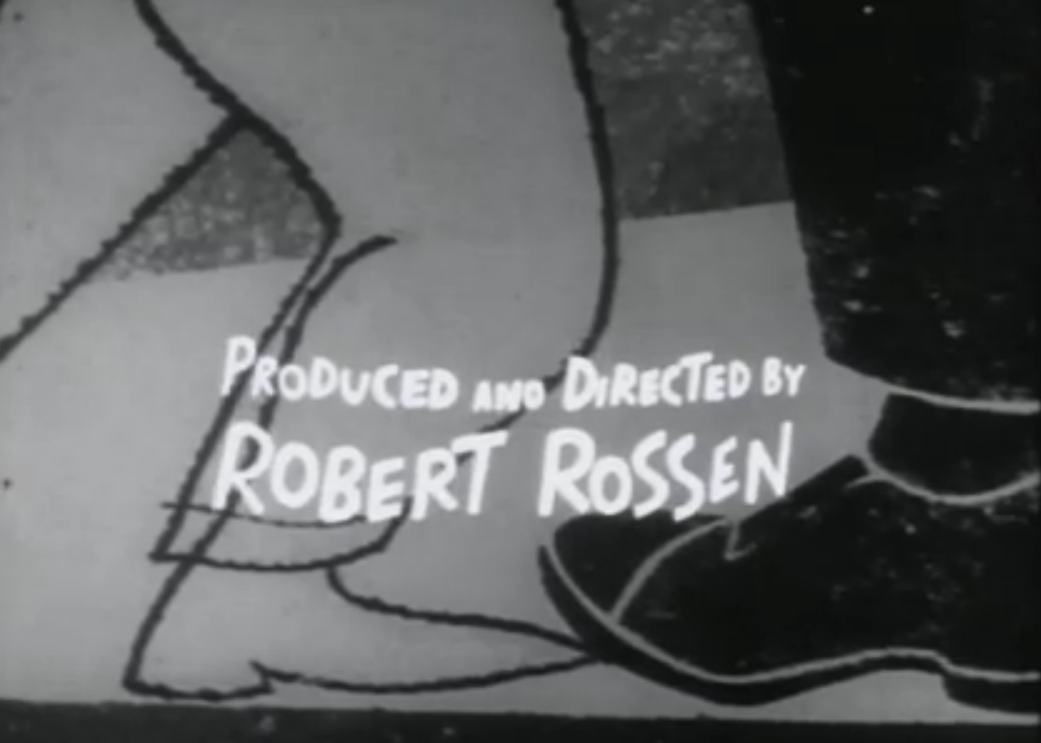

로버트 로센(Robert Rossen, 1908년 5월 16일 ~ 1966년 2월 18일)은 미국의 각본가, 영화 감독, 프로듀서이다. 약 30년간 영화 경력을 쌓은 인물이다.

## 참여 작품

### 영화
- 조니 어클락
- 육체와 영혼 (1947년 영화)
- 모두가 왕의 부하들
- 브레이브 불스
- 맘보 (영화)
- 알렉산더 대왕 (영화)
- 아일랜드 인 더 선
- 황야의 탈출
- 허슬러 (1961년 영화)
- 릴리스 (1964년 영화)

### 기타 영화 작품
- 포효하는 20년대
- 엣지 오브 다크니스 (1943년 영화)
- 워크 인 더 선
- 마사 아이버스의 위험한 사랑